# Nightmute
Nightmute (Negtemiut en langue yupik) est une ville d'Alaska aux États-Unis dans la région de recensement de Bethel dont la population en 2010 était de 280 habitants, majoritairement des Yupiks.

## Situation - climat
Elle est située sur l'Île Nelson, à côté de Toksook Bay, les deux villages étant reliés par une piste de motoneige l'hiver, et à 161 km à l'ouest de Bethel.
Les températures moyennes sont de 5 °C à 14 °C en été et de −14 °C à −4 °C en hiver.

## Histoire
L'île Nelson est habitée depuis 2 000 ans. Le lieu est suffisamment isolé pour que les habitants aient pu préserver leur tradition et leur culture. En 1964 de nombreux habitants partirent pour Toksook Bay afin d'y trouver un meilleur ravitaillement.

## Démographie
| Groupe               | Nightmute | Alaska | États-Unis |
| -------------------- | --------- | ------ | ---------- |
| Autochtones d'Alaska | 96,6      | 14,8   | 0,9        |
| Blancs               | 5,0       | 66,7   | 72,4       |
| Métis                | 0,4       | 7,3    | 2,9        |
| Autres               | 0         | 11,2   | 23,8       |
| Total                | 100       | 100    | 100        |
|                      |           |        |            |
| Latino-Américains    | 2,5       | 5,5    | 16,7       |

En 2010, la population autochtone est presque entièrement composée de Yupiks.
Selon l'American Community Survey, pour la période 2011-2015, 83,63 % de la population âgée de plus de 5 ans déclare parler le yupik à la maison et 16,37 % l'anglais.
| 1940 | 1950 | 1960 | 1970 | 1980 | 1990 | 2000 | 2010 |
| ---- | ---- | ---- | ---- | ---- | ---- | ---- | ---- |
| 78   | 27   | 237  | 127  | 119  | 153  | 208  | 280  |

## Économie
L'économie locale en dehors des emplois administratifs se partage entre la pêche commerciale, le commerce des fourrures et l'artisanat.

## Dans la culture populaire
En 2002, le film de Christopher Nolan Insomnia s'y déroulait, mais il n'y a pas été tourné.

## Sources et références
- (en) Cet article est partiellement ou en totalité issu de l’article de Wikipédia en anglais intitulé « Nightmute, Alaska » (voir la liste des auteurs).

1. ↑  (en) « Nightmute, AK Population - Census 2010 and 2000 », sur censusviewer.com (consulté le 2 mars 2016).
2. ↑  (en) « Population of Alaska - Census 2010 and 2000 », sur censusviewer.com (consulté le 2 mars 2016).
3. ↑  (en) « Race Reporting for the American Indian and Alaska Native Population by Selected Tribes: 2010 », sur factfinder.census.gov (consulté le 9 septembre 2018).
4. ↑  (en) « Language spoken at home by ability to speak English for the population 5 years and over », sur factfinder.census.gov.
5. ↑  « Statistiques des États-Unis - Alaska - Profils des communautés de 2010 » (consulté en novembre 2020)